# Мечеть Абу Ханіфа Нуман ібн Сабіт
Центральна мечеть Абу Ханіфа Нуман ібн Сабіт (тадж. Масҷиди Абуҳанифа Нуъмон ибни Собит) — п'ятнична мечеть на півночі Душанбе, Таджикистан. Це найбільша мечеть у Центральній Азії. Найбільший релігійний об'єкт Таджикистану побудований у 2019 році.
Перший камінь у фундамент мечеті закладений президентом Таджикистану Емомалі Рахмоном у жовтні 2009 року в рамках заходів, присвячених 1310-річчю засновника ханафійської школи імама Абу Ханіфи Нумана ібн Сабіта. Будівництво розпочато в жовтні 2011 року. Вартість будівництва склала близько 100 мільйонів доларів США. Будівництво профінансували уряд Таджикистану ($30 млн) і уряд Катару ($70 млн).
Відкриття мечеті відбулося 8 червня 2023 року за участю еміра Катару Таміма бін Хамада Аль Тані та президента Таджикистану Емомалі Рахмона. Запропоновано назвати мечеть на честь Великого імама Абу Ханіфи Нумана ібн Сабіта.

## Інформація про мечеть
Мечеть може вмістити 133 000 віруючих одночасно, з яких 43 000 знаходяться всередині мечеті, а решта розташовані навколо неї. Загальна площа першого поверху будівлі становить 18444 кв. метрів. Внутрішнє оздоблення залів вкрито 14 000 кв. м килимів вітчизняного виробництва, а в південно-західній частині розташований великий молитовний зал з міхрабом.
Споруда складається з 4 мінаретів висотою 74 метри, двох невеликих декоративних мінаретів висотою 21 метр, великого, різьбленого купола висотою 43 метри і 17 маленьких куполів висотою 35 метрів.
Всередині мечеті є 6 просторих класів, зал для прийому гостей і проведення засідань, 2 бібліотеки, 9 кабінетів, 3 кімнати для гостей, технічні приміщення.
Зовнішня частина будівлі займає площу 62 393 кв. м, з яких 33 963 кв. м прикрашені білим мармуром.
Навколо об’єкту проведено роботи з благоустрою на площі 92 тис. кв. м, облаштовано паркінг на 500 автомобілів з обох боків від входу.
Для оздоблення мечеті використано 6630 кубічних метрів плитки та 2800 кубічних метрів чорного мармуру. Внутрішнє подвір'я будівлі має площу 4800 квадратних метрів і має фонтан, та може вмістити одночасно 8000 віруючих. Всього в мечеті 178 дверей, 40 з яких зроблені з горіхового дерева.
На цьому об’єкті будівельно-монтажні роботи виконали вітчизняні компанії – головний підрядник ВАТ «СТС-Іншоот» та ВАТ «Сомон таҷҳизот», а під час його будівництва забезпечено роботою та понад 1000 місцевих будівельників.

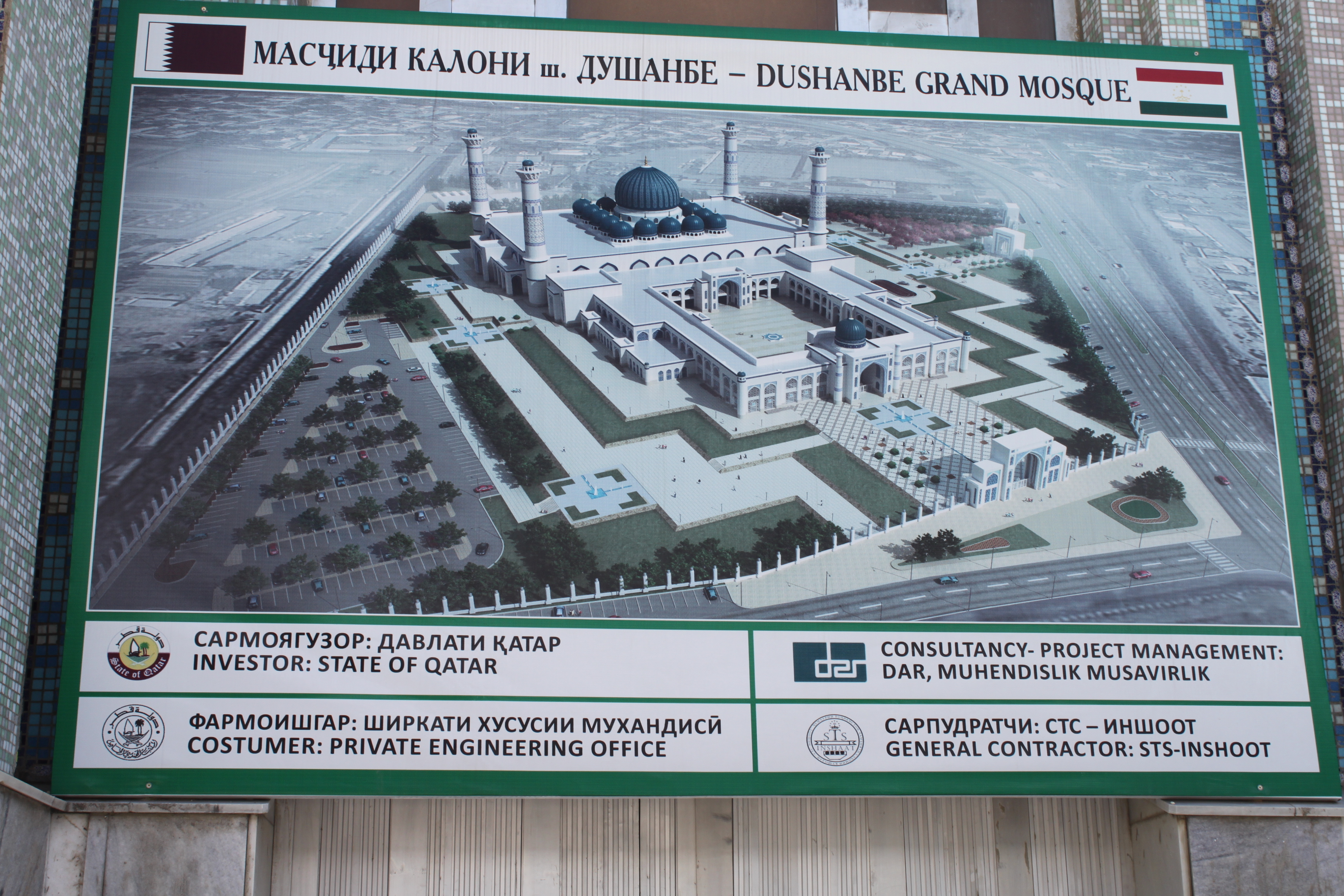
План мечеті в 2019 році

## Галерея

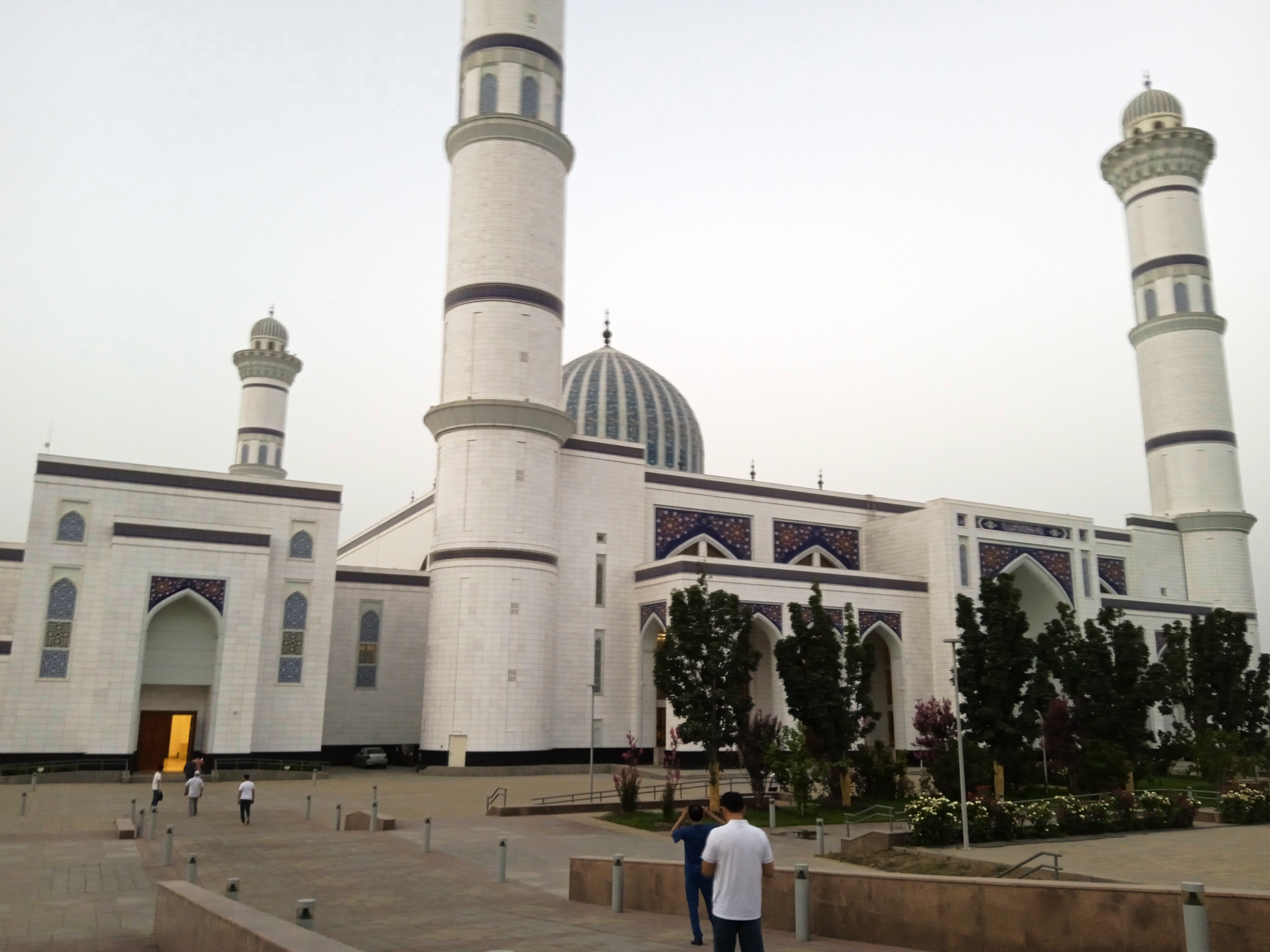
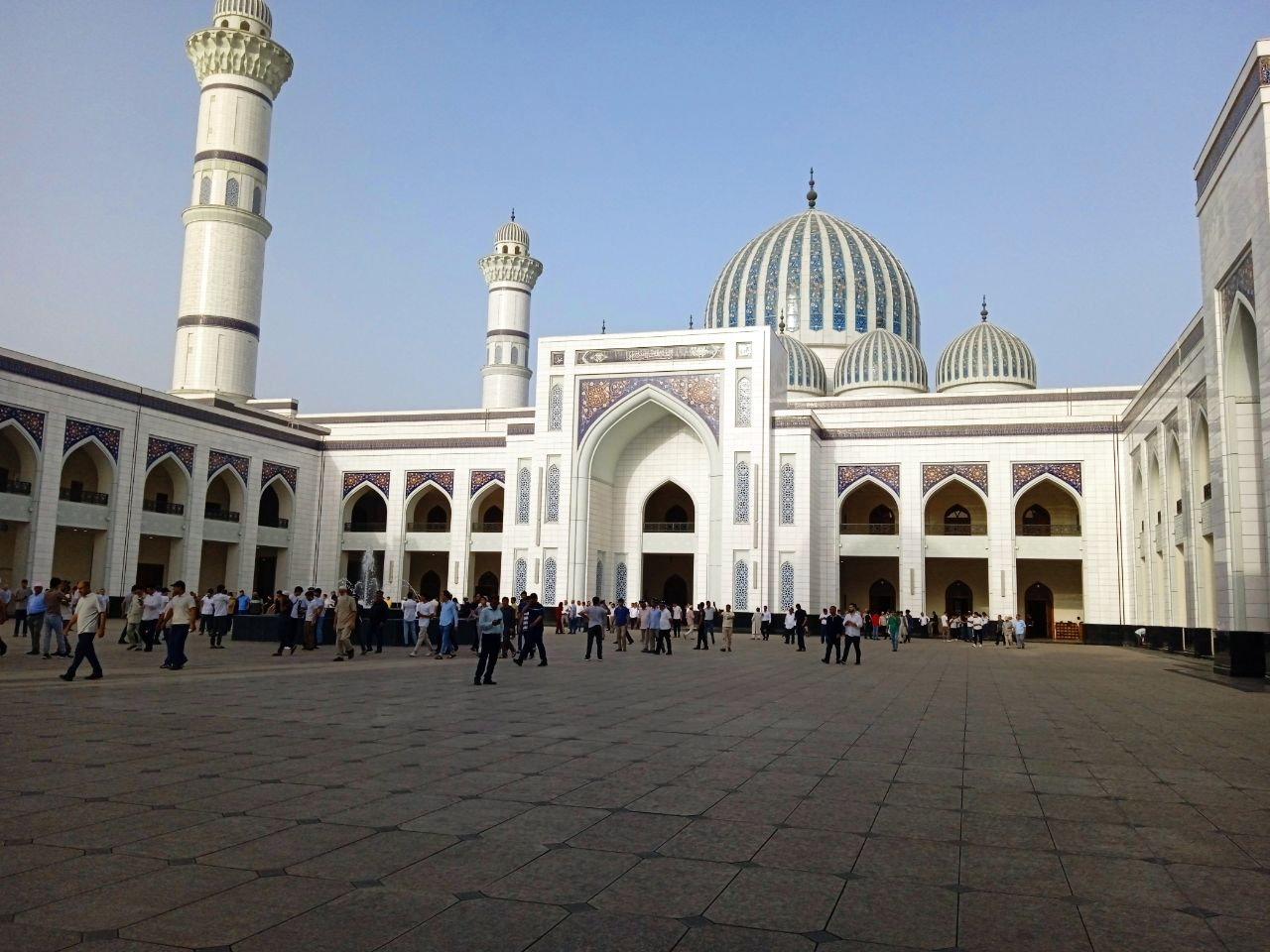
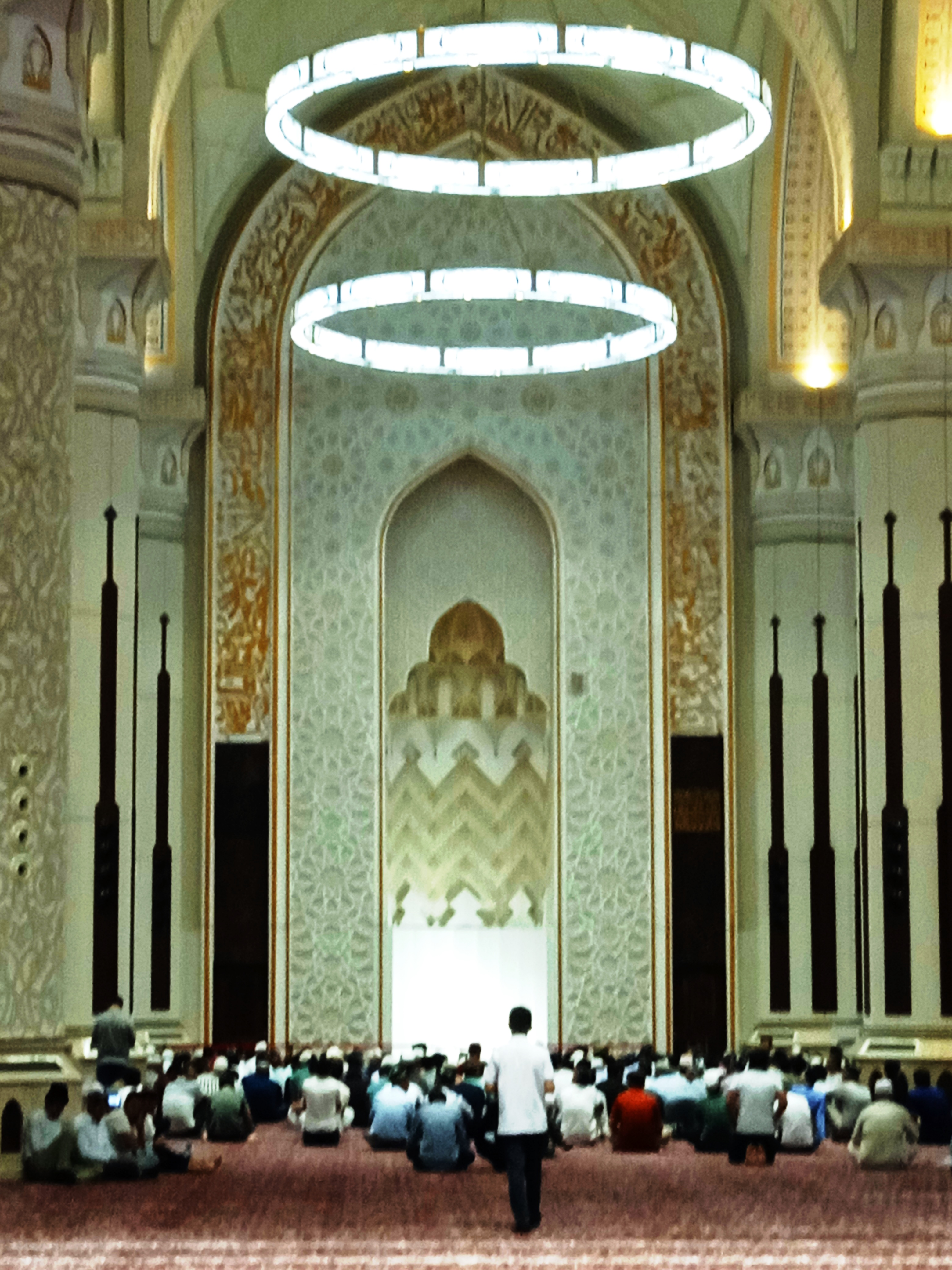
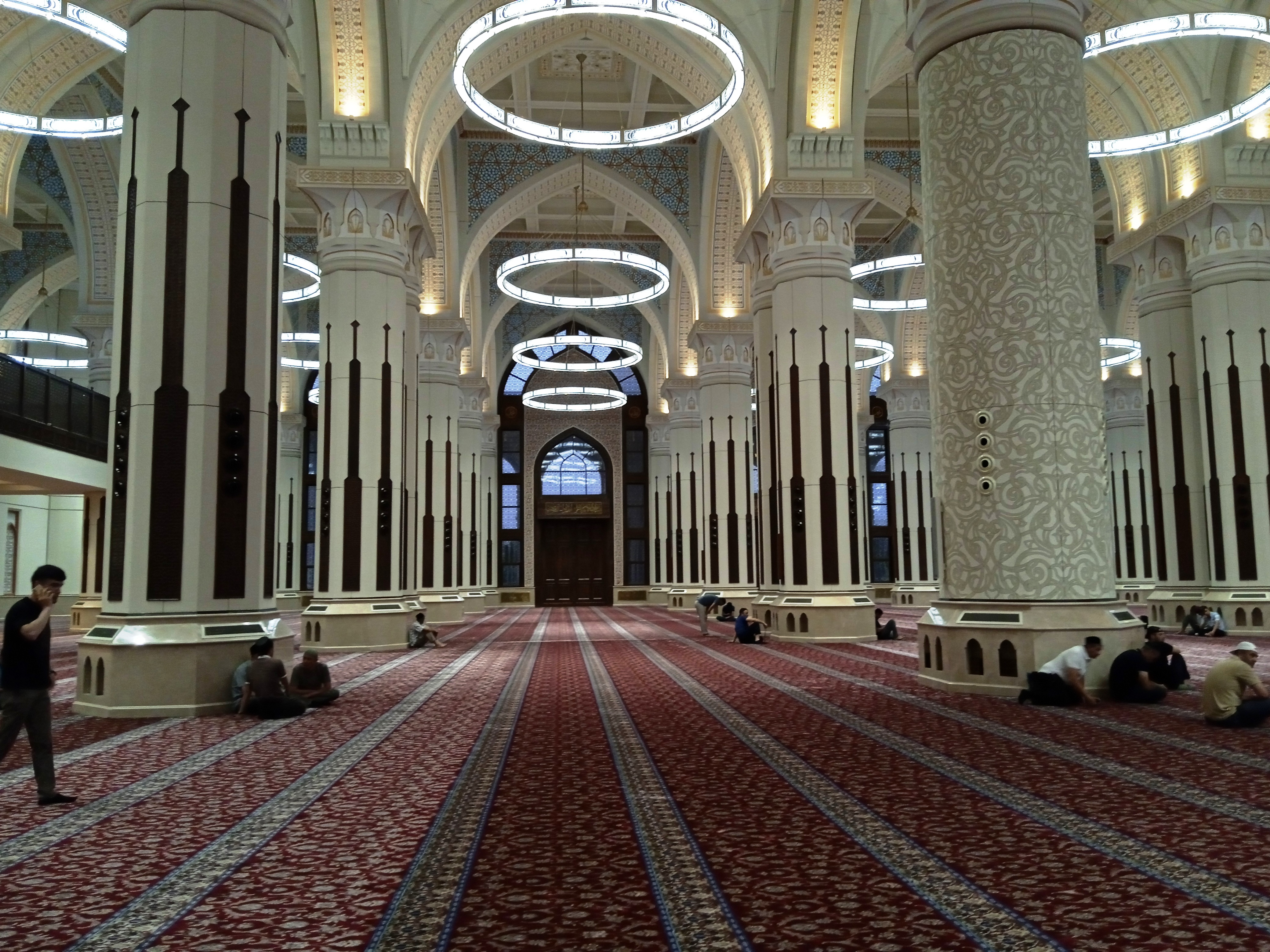
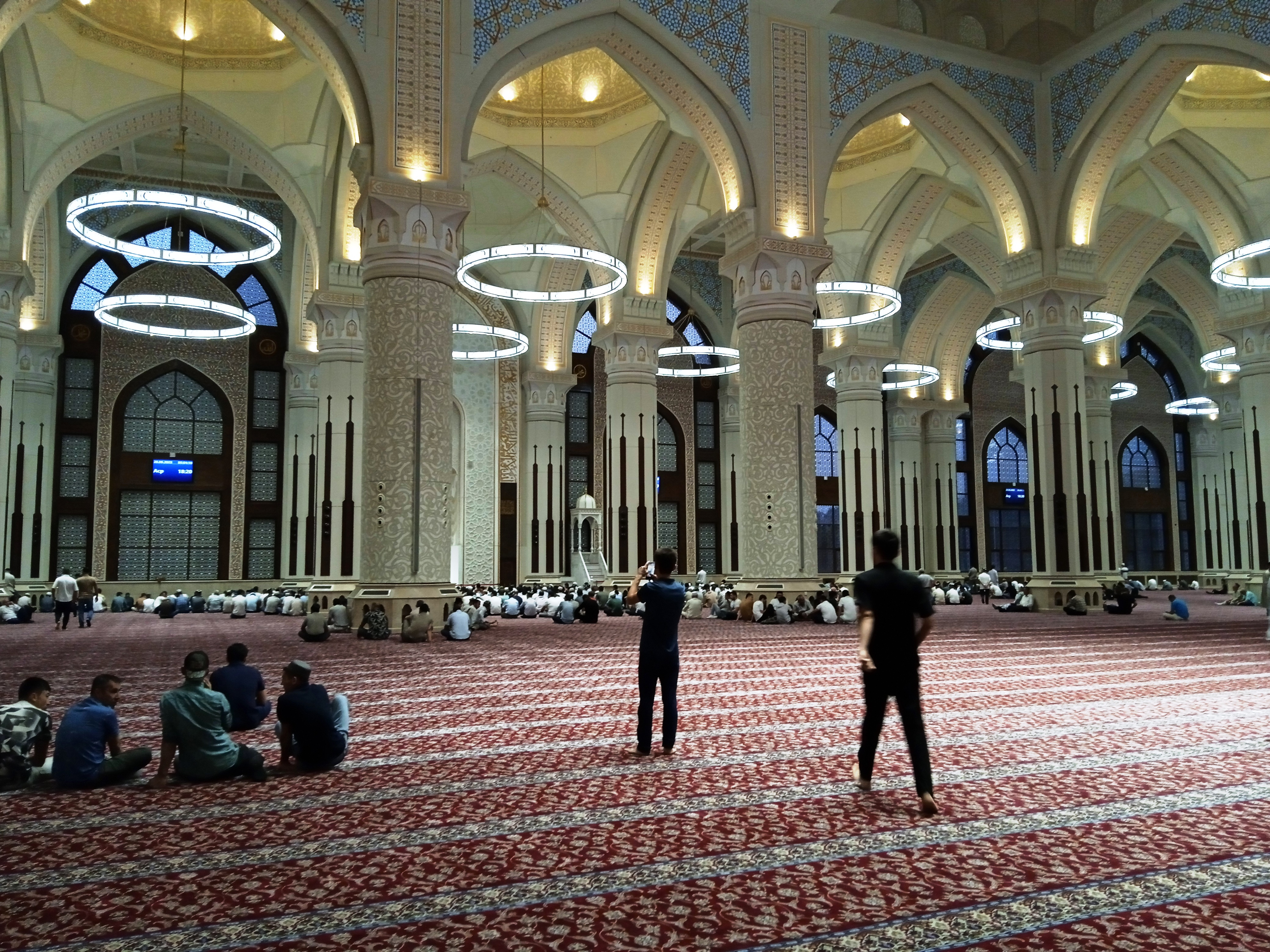
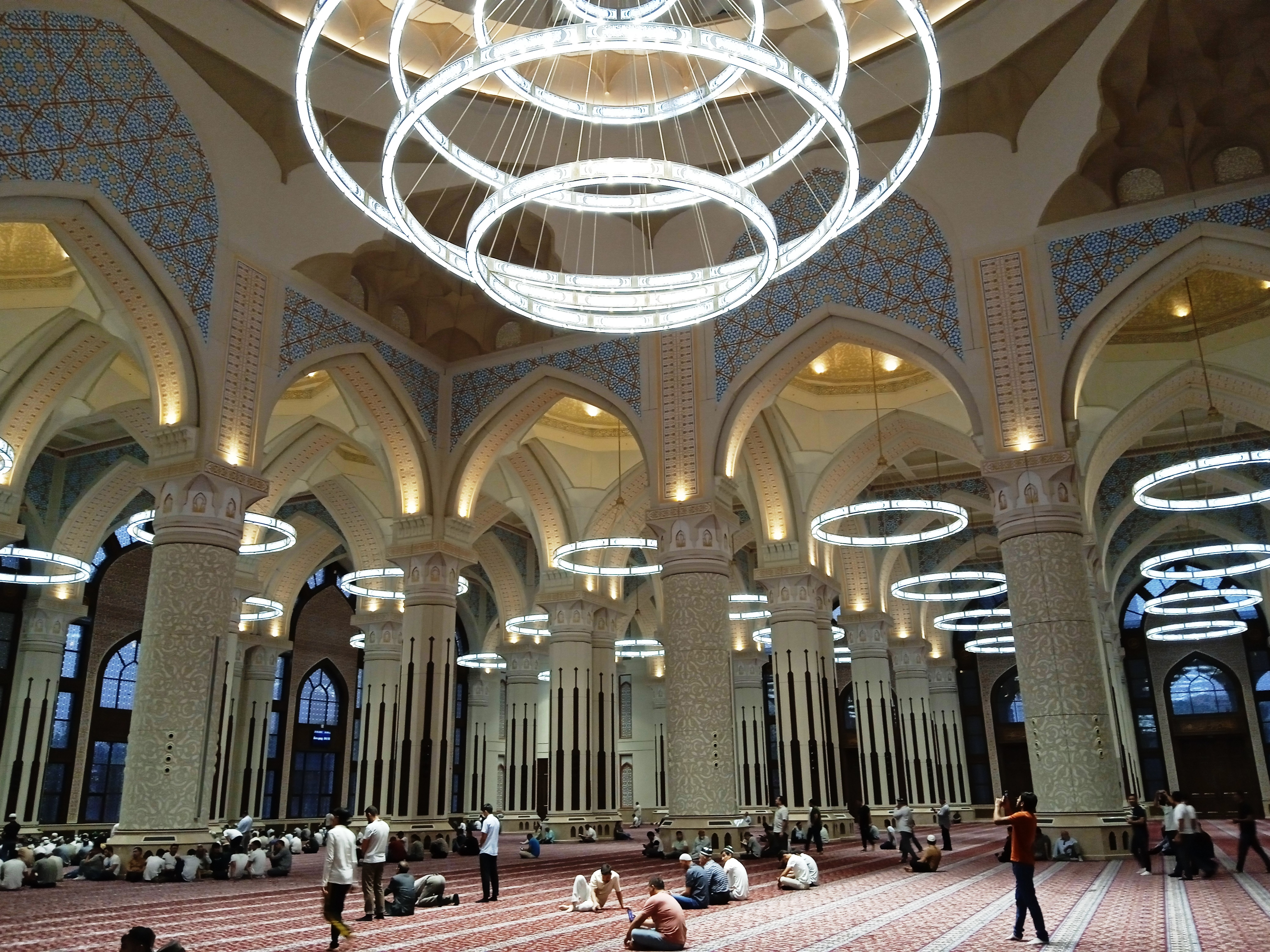
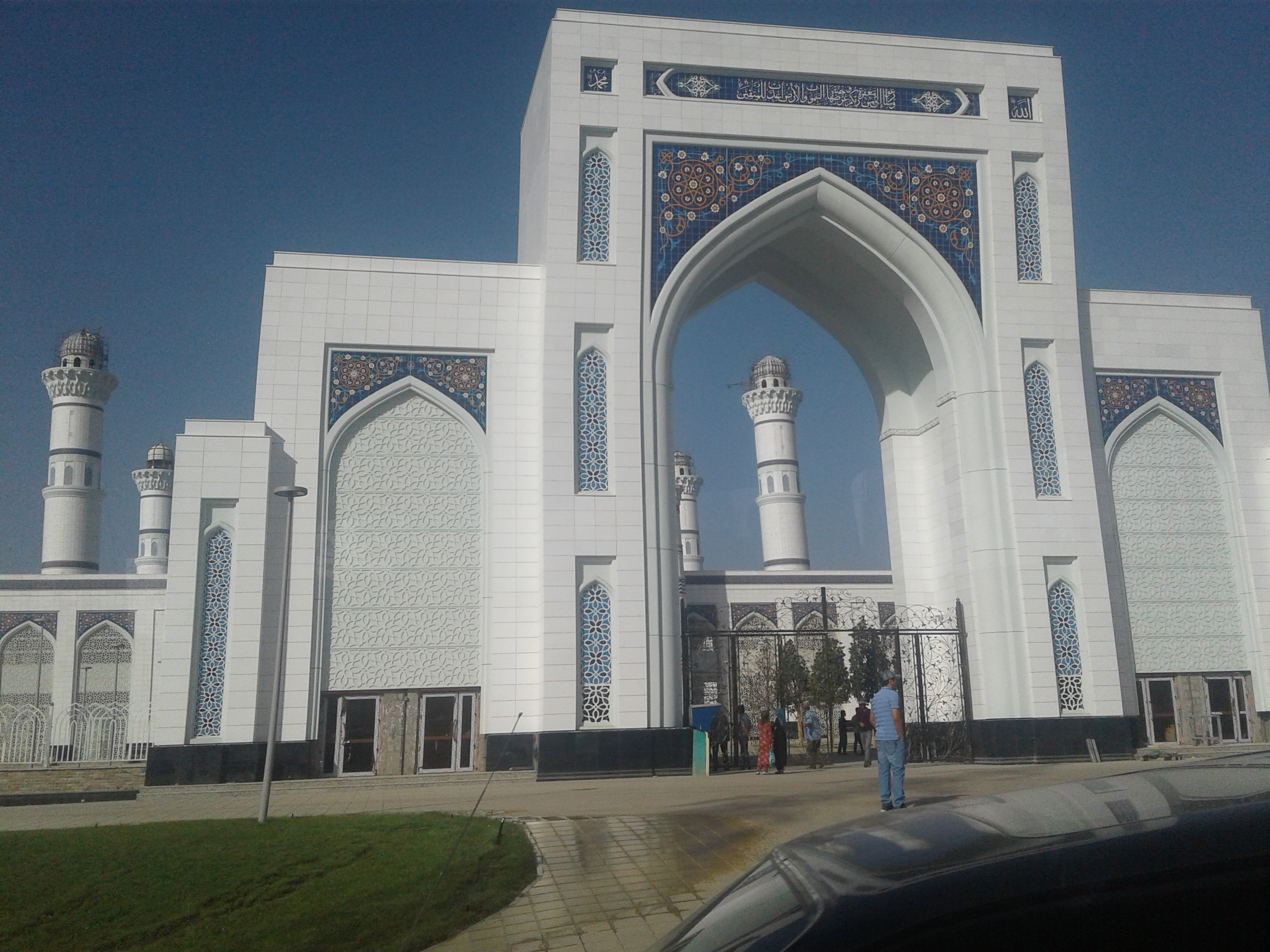
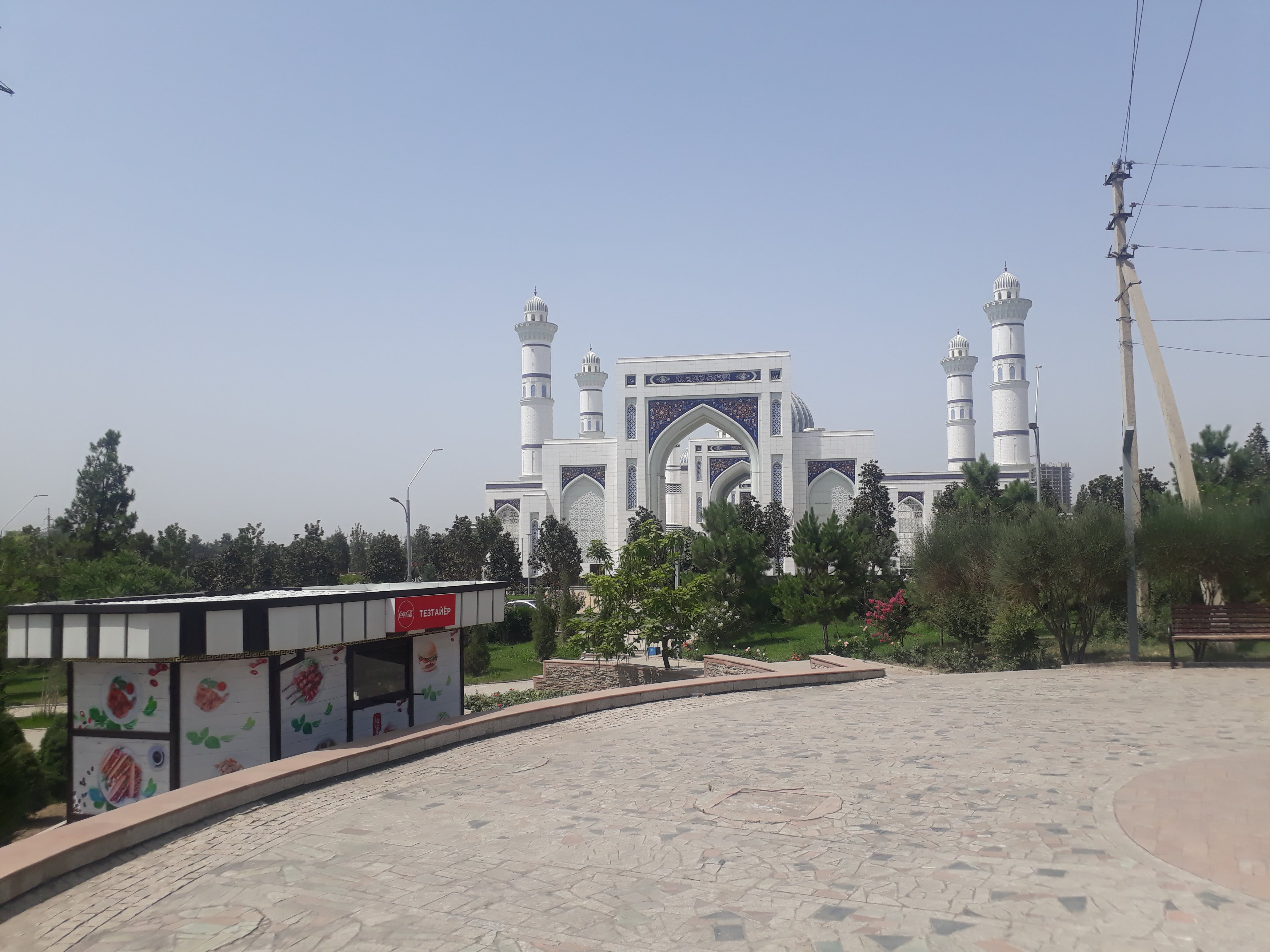